# Kraichtal
Kraichtal ist eine Stadt im Nordosten des Landkreises Karlsruhe in Baden-Württemberg, die 1971 aus der Vereinigung von neun kleineren Städten und Gemeinden entstand. Die nächsten größeren Städte sind im Süden Bretten, im Osten Eppingen im Landkreis Heilbronn und im Westen Bruchsal. Die nächsten Großstädte sind Karlsruhe, Pforzheim und Heilbronn.

## Geographie

### Lage
Die Stadt Kraichtal liegt im westlichen Kraichgau, einer Hügellandschaft zwischen Schwarzwald und Odenwald, sowie der Oberrheinischen Tiefebene und dem Neckar (bei Heilbronn). Das Stadtgebiet wird vom Kraichbach, gelegentlich auch „die Kraich“ genannt, durchflossen, der bei Sternenfels im Enzkreis entspringt, nach Eintritt in das Gebiet des Landkreises Karlsruhe zunächst Unterderdingen und Flehingen durchfließt, anschließend die Kraichtaler Stadtteile Gochsheim, Münzesheim, Oberöwisheim und Unteröwisheim und dann mehrere Gemeinden des nördlichen Landkreises Karlsruhe und des südlichen Rhein-Neckar-Kreises und schließlich bei Ketsch in den Rhein mündet.

### Nachbargemeinden
Folgende Städte und Gemeinden grenzen an die Stadt Kraichtal, sie werden im Uhrzeigersinn beginnend im Osten genannt: Eppingen (Landkreis Heilbronn) sowie Zaisenhausen, Oberderdingen, Bretten, Bruchsal, Ubstadt-Weiher und Östringen (alle Landkreis Karlsruhe).

### Stadtgliederung
Das Stadtgebiet Kraichtals besteht aus neun Stadtteilen Bahnbrücken, Gochsheim, Landshausen, Menzingen, Münzesheim, Neuenbürg, Oberacker, Oberöwisheim und Unteröwisheim. Zum Stadtteil Gochsheim gehört die Stadt Gochsheim. Zum Stadtteil Menzingen gehören das Dorf Menzingen und das Haus Waldmühle. Zu den anderen Stadtteilen gehören jeweils nur die gleichnamigen Dörfer.
Im Stadtteil Gochsheim liegen die Wüstungen Giegelberg und Pfaffenbrunnen.
| Stadtteil     | Einwohner 30.09.2023 |
| ------------- | -------------------- |
| Bahnbrücken   | 648                  |
| Gochsheim     | 1.663                |
| Landshausen   | 947                  |
| Menzingen     | 2.092                |
| Münzesheim    | 2.845                |
| Neuenbürg     | 485                  |
| Oberacker     | 689                  |
| Oberöwisheim  | 2.039                |
| Unteröwisheim | 3.483                |

### Schutzgebiete
Insgesamt liegen sieben Naturschutzgebiete mit insgesamt 296 Hektar auf dem Gebiet der Stadt Kraichtal. Von Norden nach Süden sind dies die Gebiete
- Kleiner Kraichbach
- Kraichbachniederung
- Kraichbach- und Weiherbachaue
- Beim Reutwald
- Im oberen Haubruch
- Tongrube Gochsheim
- Ritterbruch

Darüber hinaus sind etwa 50 % des Stadtgebiets als Landschaftsschutzgebiet Kraichgau ausgewiesen. Vom FFH-Gebiet Mittlerer Kraichgau befinden sich acht Teilgebiete auf Kraichtaler Gebiet.

## Geschichte
Die Stadt Kraichtal entstand am 1. September 1971 durch die Vereinigung der Städte Gochsheim und Unteröwisheim sowie den Gemeinden Bahnbrücken, Landshausen, Menzingen, Münzesheim, Neuenbürg, Oberacker und Oberöwisheim, die außer Landshausen damals alle zum Landkreis Bruchsal gehörten. Landshausen gehörte seinerzeit zum Landkreis Sinsheim und wurde somit am 1. September 1971 in den Landkreis Bruchsal umgegliedert. Namensgeber der neuen Kommune wurde der Kraichbach, daher wurde anfangs auch der Name Kraichbachtal in Erwägung gezogen. Die Stadt Kraichtal hatte bei ihrer Gründung ca. 12.600 Einwohner. Sie erhielt die neue Postleitzahl 7527. Durch die Stadtrechte von Gochsheim und Unteröwisheim wurde die Bezeichnung „Stadt“ auf die neue Kommune übertragen, so dass eine Neuverleihung der Bezeichnung „Stadt“ nicht erforderlich war. Der Stadtgründung vorausgegangen war die Vertragsunterzeichnung der neun Bürgermeister der ehemals selbstständigen Gemeinden am 14. Juli 1971 in der Turnhalle in Münzesheim.
Mit der Kreisreform zum 1. Januar 1973 kam die Stadt Kraichtal mit dem gesamten Landkreis Bruchsal zum Landkreis Karlsruhe.
Im Januar 1977 wurde das neu erbaute Rathaus der Stadt Kraichtal in Münzesheim bezogen. Zuvor waren die städtischen Ämter in den Rathäusern der früheren Gemeinden untergebracht.

## Religionen
Die Bevölkerung Kraichtals ist mehrheitlich evangelisch, da die meisten Stadtteile früher zu Württemberg gehörten und von dort ab 1534 die Reformation eingeführt wurde. Seit 1806 gehören die Orte zum Großherzogtum, später Freistaat Baden und kamen mit diesem 1952 zu Baden-Württemberg. Seit Anfang des 19. Jahrhunderts gehören die evangelischen Kirchengemeinden zum Kirchenbezirk Bretten der Evangelischen Landeskirche in Baden. Es sind dies die Kirchengemeinden Bahnbrücken, Gochsheim (Baden), Menzingen (Baden), Münzesheim, Oberacker, Oberöwisheim und Unteröwisheim. Daneben gibt es auch Bewohner, die Glieder einer Freikirche sind. Hierzu gehören die Evangelisch-methodistische Kirche (mit der Elim-Kirche in Menzingen, der Friedenskirche in Münzesheim und der Kirche Eben-Ezer in Unteröwisheim) und die Christliche Gemeinschaft Gochsheim, die zum Mülheimer Verband Freikirchlich-Evangelischer Gemeinden (MV) gehört. Ferner ist auch die Liebenzeller Gemeinschaft in Oberöwisheim und Unteröwisheim ansässig. Auch die Neuapostolische Kirche ist im Stadtteil Unteröwisheim vertreten.
Römisch-katholische Pfarreien gibt es in den ehemals zum Fürstbistum Speyer, seit 1803/06 zum Großherzogtum Baden und somit zur späteren Erzdiözese Freiburg gehörigen Orten Landshausen (später mit Filiale Menzingen), Neuenbürg (Baden) und Oberöwisheim sowie in Münzesheim, wobei die letztgenannte Kirchengemeinde relativ jung ist. Sie alle bilden zusammen mit der Kirchengemeinde Elsenz (Stadt Eppingen) die Katholische Kirchengemeinde Heilig Geist Kraichtal-Elsenz.

## Politik

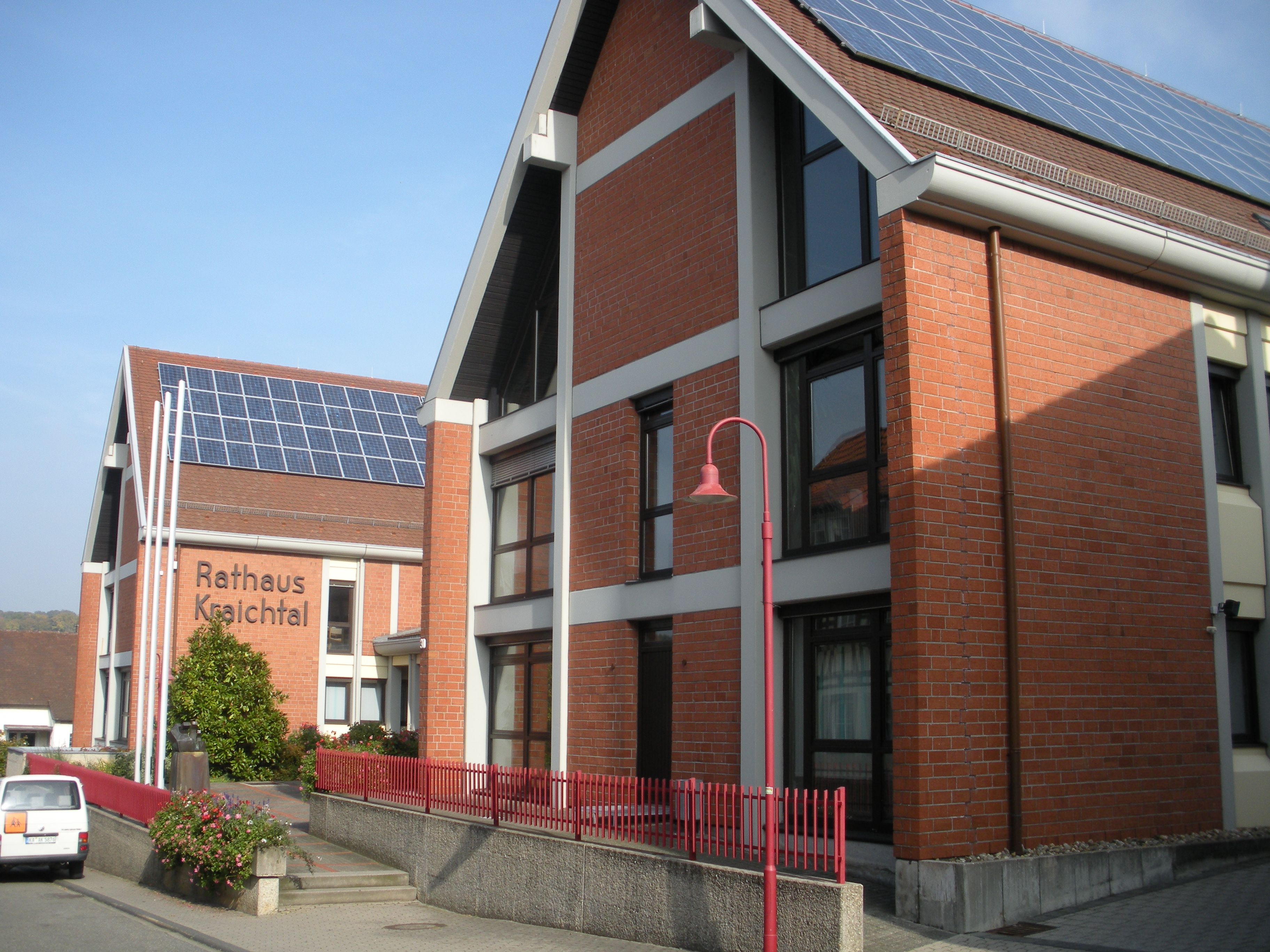
Rathaus von Kraichtal im Stadtteil Münzesheim

Die Stadt Kraichtal wird wie alle Kommunen in Baden-Württemberg von einem Gemeinderat und einem Bürgermeister verwaltet. Der Gemeinderat wird von der Bevölkerung auf fünf Jahre, der Bürgermeister auf acht Jahre gewählt.

### Bürgermeister
Der erste Bürgermeister der jungen Stadt war Berthold Zimmermann. Dieser wurde am 12. Dezember 1971 im 2. Wahlgang gewählt und trat sein neues Amt am 14. Februar 1972 an. Nach 16 Amtsjahren verzichtete Zimmermann auf eine weitere Kandidatur. Am 13. Dezember 1987 wurde Horst Kochendörfer (1947–2004) als neuer Bürgermeister gewählt. Er trat am 13. Februar 1988 sein Amt an und wurde zweimal wiedergewählt. Während seiner dritten Amtszeit starb Kochendörfer am 27. November 2004 völlig unerwartet nach kurzer Krankheit. 2005 wurde Ulrich Hintermayer, bis dato Bürgermeister von Illingen (Württemberg), zum neuen Bürgermeister gewählt. Am 3. Februar 2013 konnte er das Amt mit einem Stimmenanteil von 54,8 % erfolgreich verteidigen. Am 28. März 2021 wurde Tobias Borho (SPD) in der Stichwahl zum neuen Bürgermeister gewählt.

### Gemeinderat
Der Gemeinderat hat normalerweise 22 ehrenamtliche Mitglieder, die für fünf Jahre gewählt werden. Die Gemeinderäte führen die Bezeichnung Stadtrat. Die Zahl der Gemeinderäte kann sich durch Ausgleichssitze erhöhen (gesamt 2024: 22 Sitze; 2019: 30). Hinzu kommt der Bürgermeister als stimmberechtigter Gemeinderatsvorsitzender.
Durch die Unechte Teilortswahl ist den Ortsteilen eine festgelegte Anzahl von Sitzen garantiert: Aus Unteröwisheim kommen mindestens fünf, aus Münzesheim mindestens vier Ratsmitglieder, Gochsheim, Menzingen und Oberöwisheim stellen jeweils mindestens drei, Landshausen mindestens zwei Gemeinderäte, Bahnbrücken, Neuenbürg und Oberacker haben jeweils mindestens einen Sitz im Gemeinderat.
Die Kommunalwahl 2024 führte zu folgendem Ergebnis (in Klammern: Unterschied zu 2019):
| Gemeinderat 2024               | Gemeinderat 2024 | Gemeinderat 2024 | Gemeinderat 2024 | Gemeinderat 2024 |
| Partei / Liste                 | Stimmenanteil    | Sitze            |                  |                  |
| ------------------------------ | ---------------- | ---------------- | ---------------- | ---------------- |
| CDU                            | 22,4 % (−14,2)   | 5 (−6)           |                  |                  |
| Gemeinsam für Kraichtal        | 21,0 % (+21,0)   | 5 (+5)           |                  |                  |
| Freie Wähler                   | 16,5 % (−5,9)    | 4 (−3)           |                  |                  |
| SPD                            | 14,9 % (−7,2)    | 3 (−4)           |                  |                  |
| AfD                            | 12,6 % (+11,1)   | 3 (+3)           |                  |                  |
| Grüne                          | 10,3 % (−7,1)    | 2 (−3)           |                  |                  |
| Wahlbeteiligung: 66,7 % (+5,9) |                  |                  |                  |                  |

### Wappen

Banner der Stadt Kraichtal.

Das Wappen der Stadt Kraichtal zeigt in Gold einen rotbewehrten und rot bezungten schwarzen Doppeladler, belegt mit einem silbernen Brustschild, darin eine neunblättrige, grünbesaumte rote Rose mit grünen Kelchblättern. Die Stadtflagge ist Rot – Weiß. Das Wappen wurde der Stadt am 12. Januar 1973 durch das Innenministerium Baden-Württemberg verliehen.
Der Kraichgau war einst die am meisten von kleineren ritterschaftlichen Adelsherrschaften bestimmte Landschaft. Die Reichsritterschaft des Kraichgaus war seit dem Ende des Mittelalters im Ritterkanton Kraichgau zusammengeschlossen. Dieser Kanton führte den doppelköpfigen Reichsadler mit einem Brustschild, der einen Esel als Zeichen der mittelalterlichen Turniergesellschaft „Mit dem Esel“ enthält. Dieses Wappen diente als Grundlage für das neue Wappen der Stadt Kraichtal. An die Stelle des Esels wurde die ebersteinische Rose gesetzt. Die Grafen von Eberstein, eine der bedeutendsten Familien im mittelbadischen Raum, hatten im hohen Mittelalter Besitz, Rechte oder die Lehnshoheit in sieben der heute zur Stadt Kraichtal gehörenden Orte.
Die Stadtteile Gochsheim und Oberacker führten bereits die Rose in ihren Wappen. Im Hinblick auf die Zahl der Stadtteile wurde die eigentlich fünfblättrige Rose in eine neunblättrige Rose umgewandelt. Die Stadtfarben Rot-Weiß leiten sich aus dem Brustschild ab, Bild (rote Rose) vor Feld (silber = weiß).

### Städtepartnerschaften
Die Stadt hat keine offiziellen Städtepartnerschaften, jedoch bestehen freundschaftliche Beziehungen zur etwa 4300 Einwohner zählenden Gemeinde Menzingen im Kanton Zug in der Schweiz.
Die Feuerwehr von Neuenbürg unterhält freundschaftliche Beziehungen zu Murakeresztúr in Ungarn.

## Kultur und Sehenswürdigkeiten

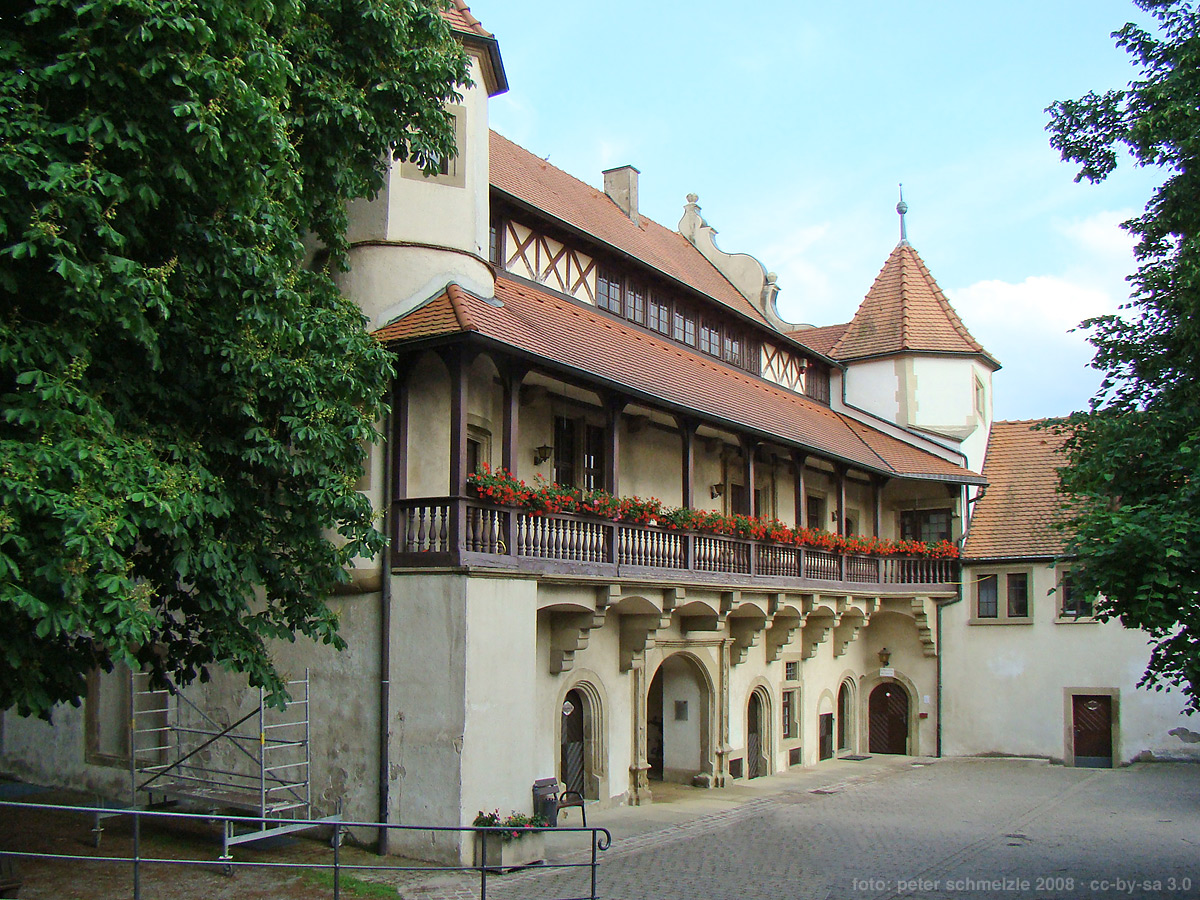
Innenhof des Graf-Eberstein-Schlosses

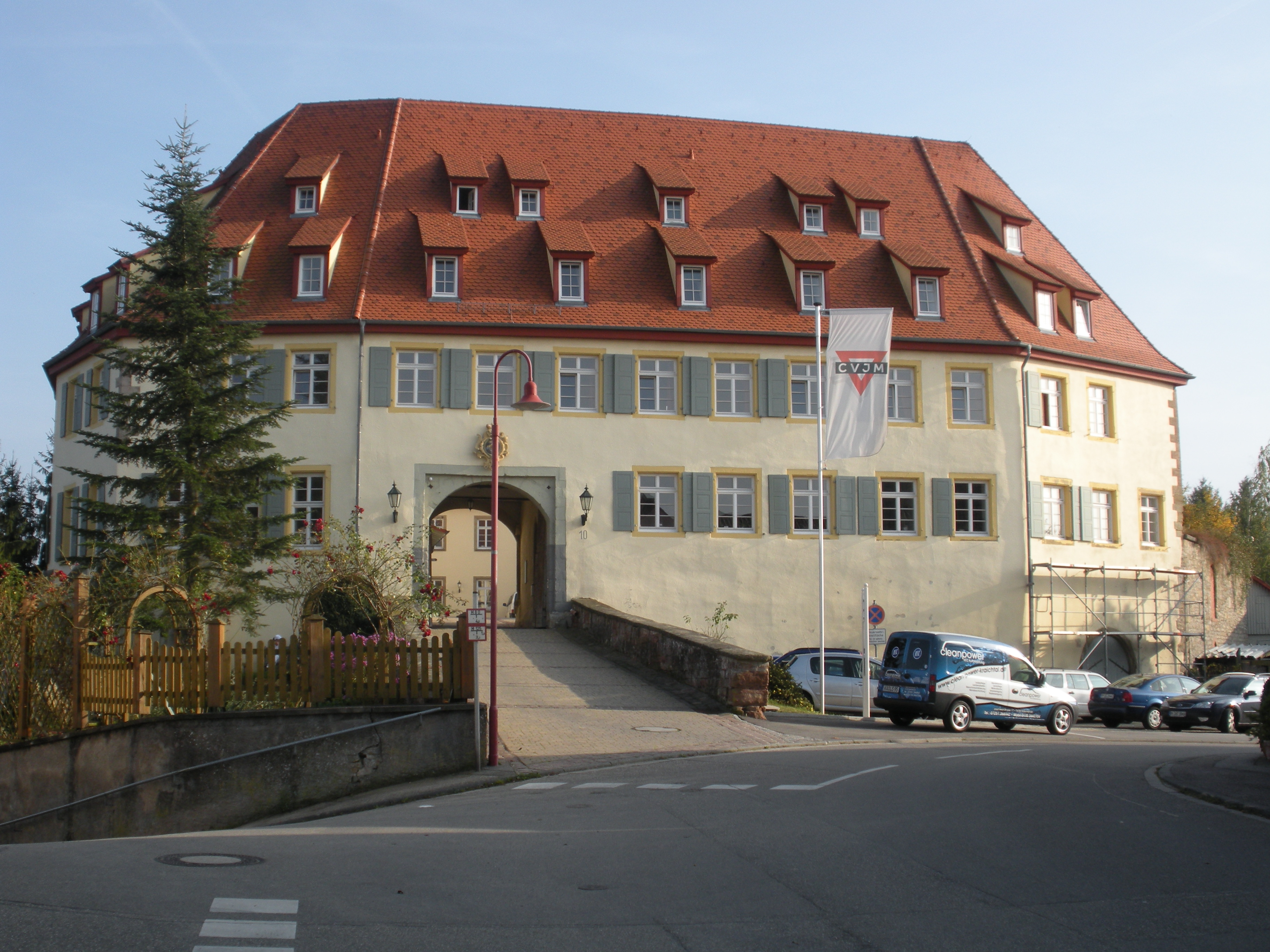
Schloss Unteröwisheim

### Sehenswürdigkeiten
- Das Graf-Eberstein-Schloss in Gochsheim ist die ehemalige Sommerresidenz der Grafen von Eberstein.
- Das Wasserschloss Menzingen war ein Hauptsitz der Herren von Mentzingen im Stil der Renaissance und galt zu Beginn des 20. Jahrhunderts noch als eine der authentischsten Wasserschlösser im Kraichgau, wurde jedoch im Zweiten Weltkrieg zerstört und ist lediglich als Ruine erhalten.
- Die Schwanenburg in Menzingen ist ein weiterer Herrensitz im Stadtteil Menzingen.
- Das Schloss Unteröwisheim, ehemaliger Pfleghof des Klosters Maulbronn, ist heute Lebenshaus des CVJM.
- In mehreren Stadtteilen gibt es einen reichen Bestand an historischen Fachwerkhäusern, vor allem in Gochsheim, Münzesheim (Alte Schmiede) sowie in Menzingen im Bereich von Oberer und Unterer Schloßstraße. Außerdem gibt es zahlreiche historische und zeitgenössische Ortsbrunnen.

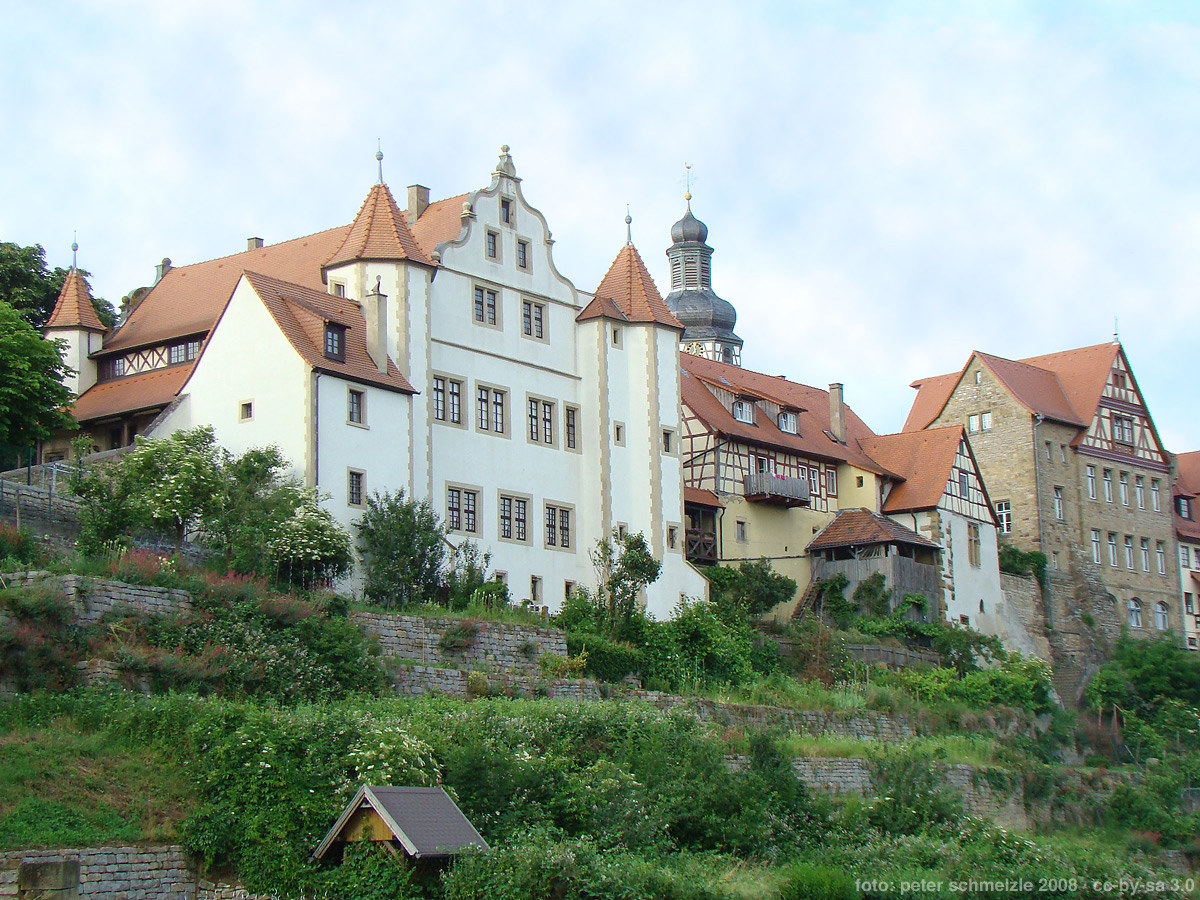
Schloss Gochsheim
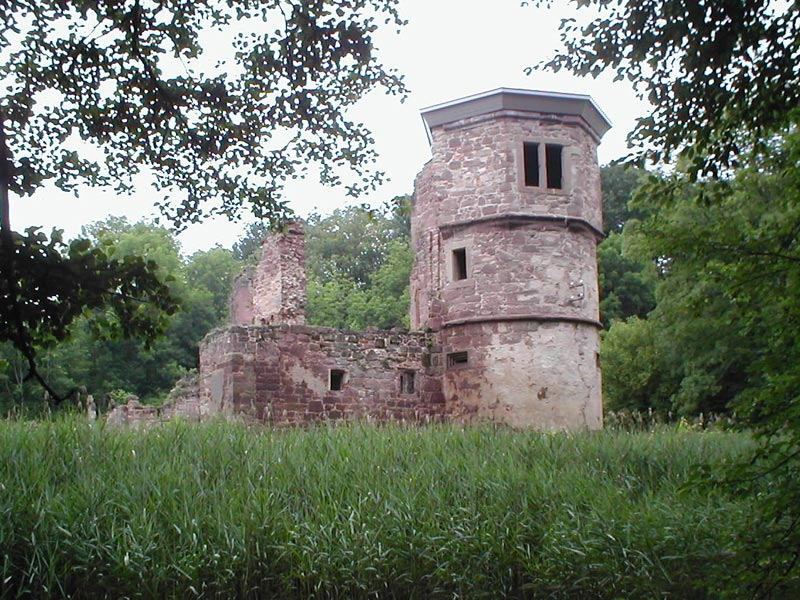
Ruine Wasserschloss Menzingen
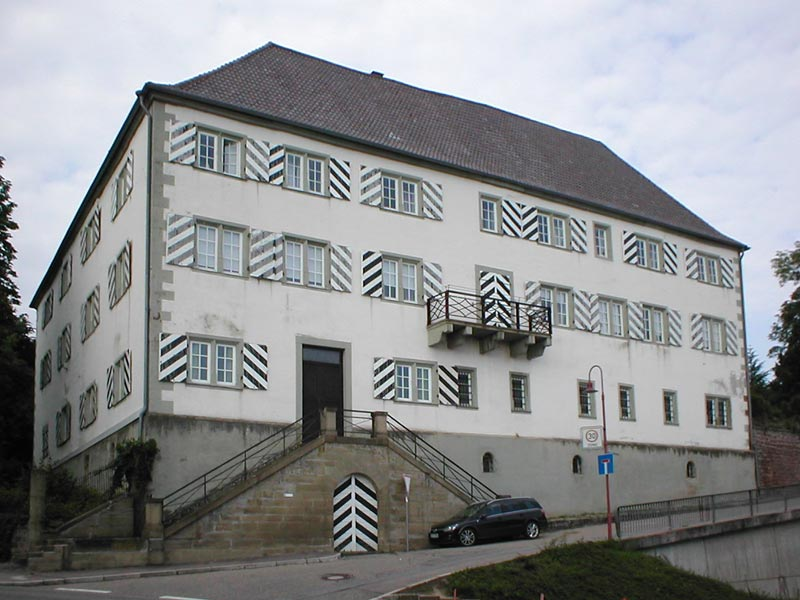
Schwanenburg Menzingen

### Museen

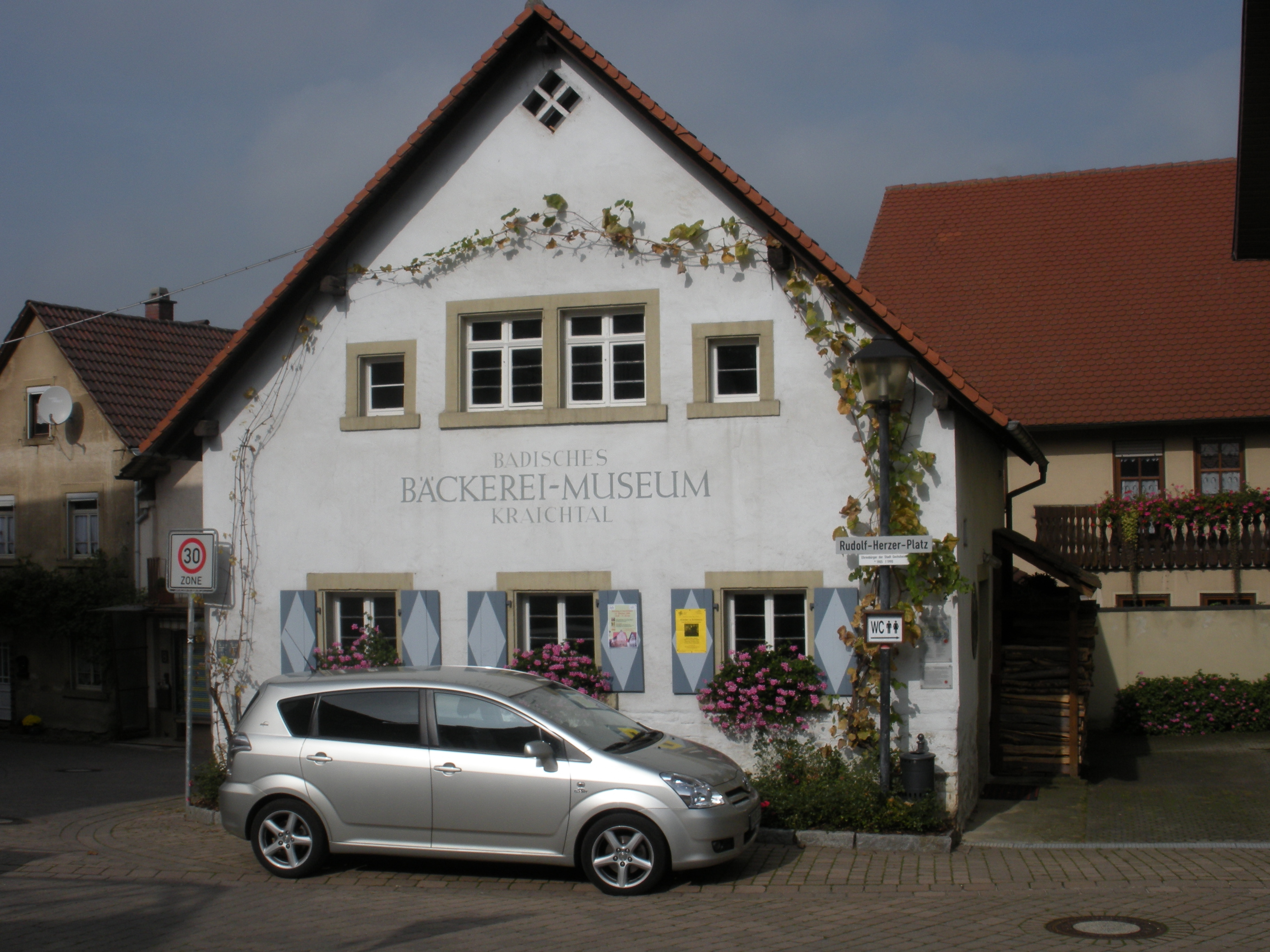
Badisches Bäckereimuseum

- Badisches Bäckerei- und Deutsches Zuckerbäckermuseum im Stadtteil Gochsheim
- Museum der Stadt Kraichtal im Graf-Eberstein-Schloss im Stadtteil Gochsheim. Das Graf-Eberstein-Schloss präsentiert rund 100 Werke des 1979 verstorbenen Karlsruher Künstlers Karl Hubbuch. Im Obergeschoss lässt sich die mit 1300 Exemplaren weltgrößte Bügeleisenausstellung des Sammlers Heinrich Sommer betrachten. Hier befindet sich auch die Krieger-Stiftung mit Werken des Theologen, Volkskundlers und Malers Dr. Carl Krieger sowie zahlreichen Rohrfederzeichnungen der Künstlerin Margarethe Krieger. Abgerundet wird das Museum durch die Präsentation der Küfer- und Schmiedewerkstätten.

### Gedenkstätten
Grabstätten und eine Gedenktafel auf dem Friedhof des Ortsteiles Neuenbürg erinnern an sieben von 500 typhuskranken Häftlingen des KZ Vaihingen, eines Außenlagers des KZ Natzweiler-Struthof, die nach der Befreiung durch französische Truppen 1945 zur Genesung untergebracht waren und hier verstarben.

### Kirchen

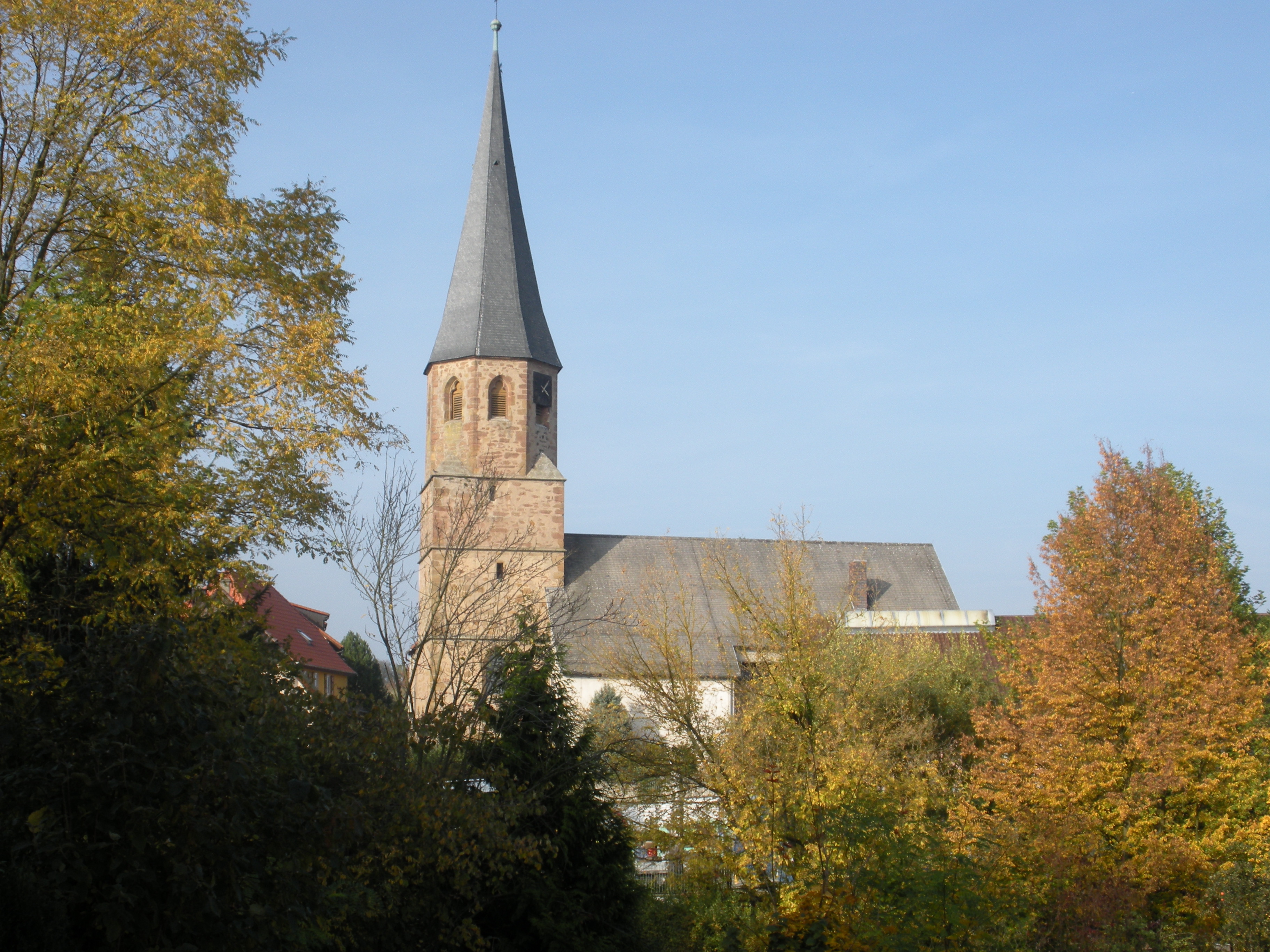
Evangelische Kirche Oberöwisheim

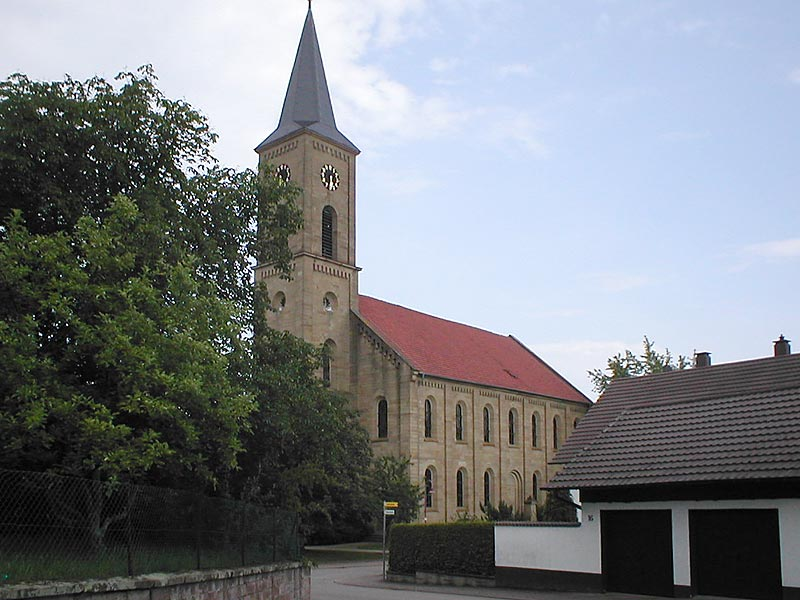
Evangelische Kirche in Menzingen

Durch das Vorhandensein von neun Stadtteilen mit langer eigener Geschichte gibt es zahlreiche, teils historische Kirchengebäude in Kraichtal, oft auch mit historischen Pfarrhäusern.
- St. Sebastians-Kirche Bahnbrücken (evangelisch): geht auf eine im 15. Jahrhundert erbaute Kapelle zurück, wurde 1811 und 1929 erweitert. Im Inneren sind Wandmalereien aus dem 15. Jahrhundert erhalten.
- St. Martins-Kirche Gochsheim (evangelisch): nach Stadtbrand 1703 neu erbaut, im 18. Jahrhundert erweitert; Westturm im Kern aus dem 13. Jahrhundert
- St. Martin Landshausen (katholisch): Pfarrkirche 1331 erstmals erwähnt, heutige Kirche jedoch 1751 erbaut und 1911 umgebaut
- Evangelische Kirche Menzingen: eine Nazariuskirche wird 770 erwähnt; heutige Kirche jedoch an anderer Stelle 1848 erbaut. Ihr gegenüber befindet sich das historische Pfarrhaus.
- St. Anna Menzingen (katholisch): Filialkirche von Landshausen, erbaut 1958/59
- Martinskirche Münzesheim (evangelisch): die alte Kirche unterstand schon im 13. Jahrhundert dem Patronat der Grafen von Eberstein; die heutige Kirche wurde jedoch 1856 neu erbaut.
- St. Andreas Münzesheim (katholisch): erbaut 1963/65
- St. Lukas Neuenbürg (katholisch): Als Marienkapelle im Schloss Neuenbürg erbaut (vom restlichen Schloss ist aber kaum etwas mehr erhalten), 1468 zur Pfarrkirche erhoben und 1892 umgebaut. Der Glockenturm ist der ehemalige Burgturm.
- St. Andreas-Kirche Oberacker (evangelisch): Chorturmkirche aus dem 14. Jahrhundert mit Langhaus von 1775/76
- Evangelische Kirche Oberöwisheim: ursprünglich Mauritiuskirche, die nach der Reformation beiden Konfessionen diente; 1876 erbauten sich die Katholiken ihre eigene Kirche. Die bisherige gehörte fortan den Evangelischen; 1970 wurde das Kirchenschiff abgebrochen und neu erbaut. Der gotische Westturm blieb erhalten.
- St. Mauritius Oberöwisheim (katholisch): 1876 neu erbaut; zuvor nutzten beide Konfessionen die alte Kirche
- Kreuzkirche Unteröwisheim (evangelisch): eine alte Kirche zu Ehren der Dreifaltigkeit, Allerheiligen und des Hl. Kreuzes wird 1426 erwähnt. Die heutige Kirche wurde 1825 neu erbaut.

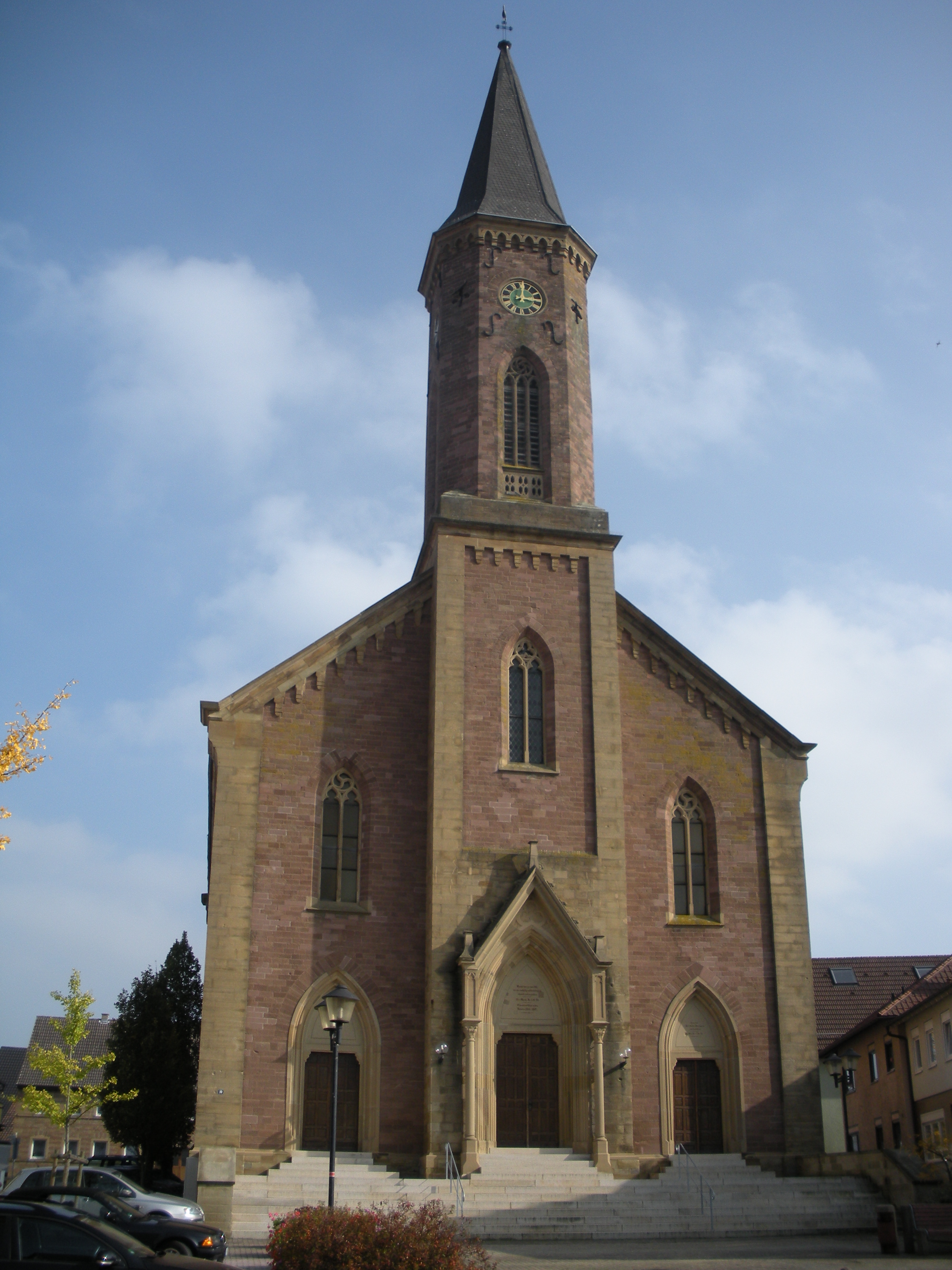
Martinskirche in Münzesheim
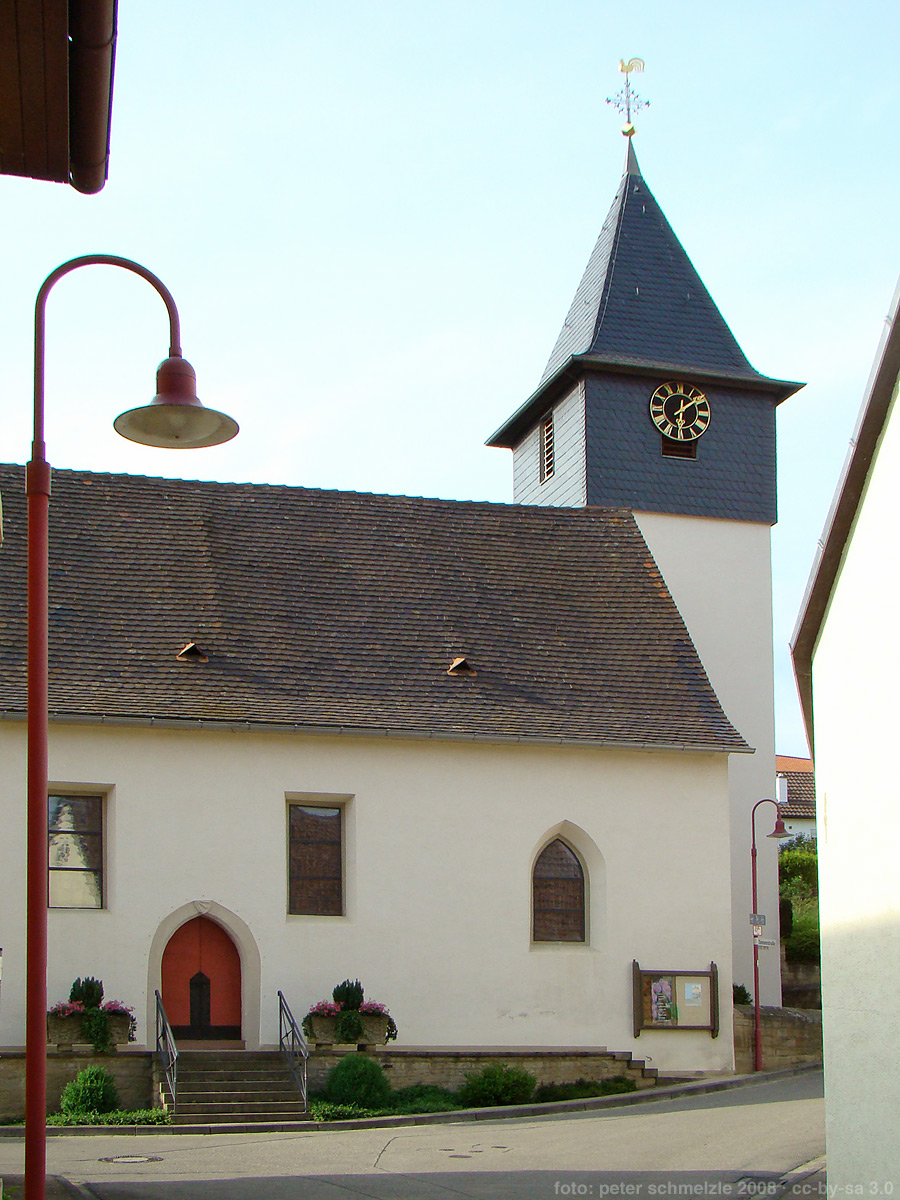
Sebastianskirche in Bahnbrücken
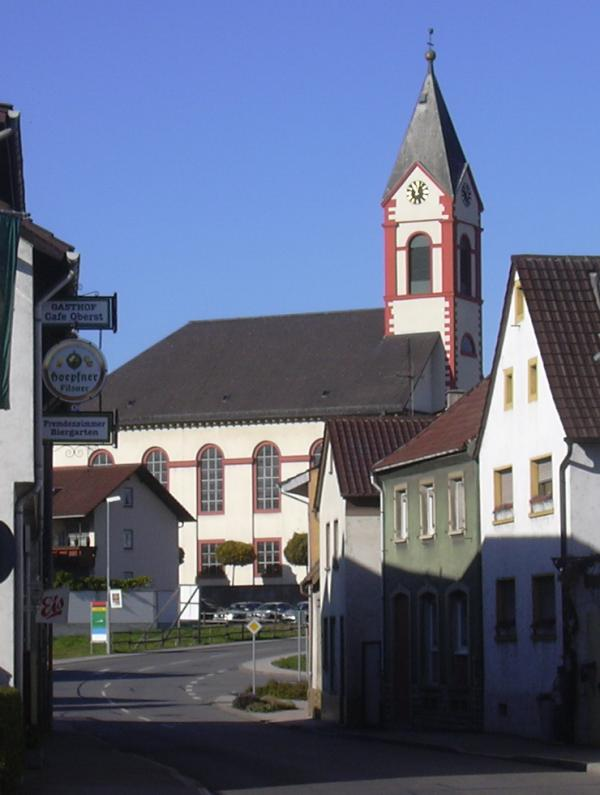
Kreuzkirche in Unteröwisheim
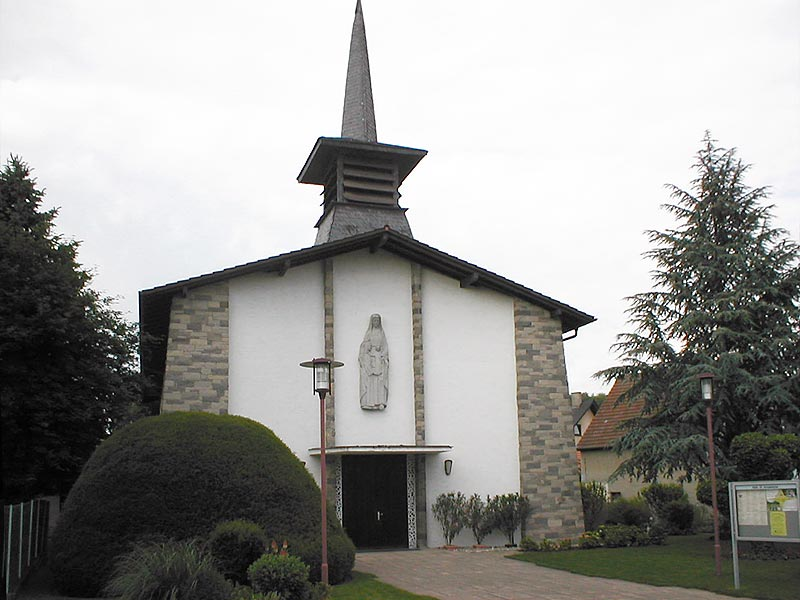
Kath. St. Anna Menzingen
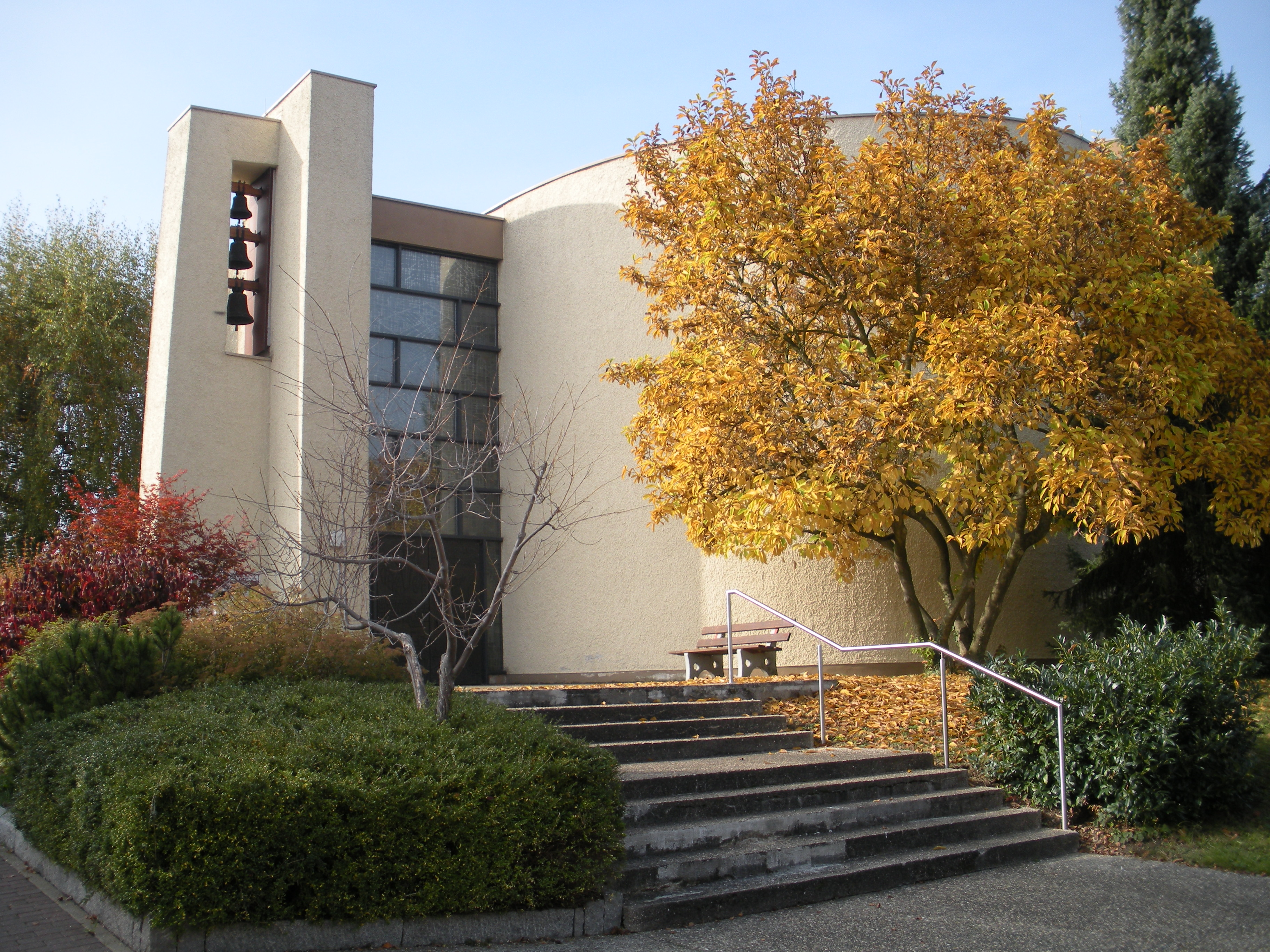
Kath. St. Andreas Münzesheim
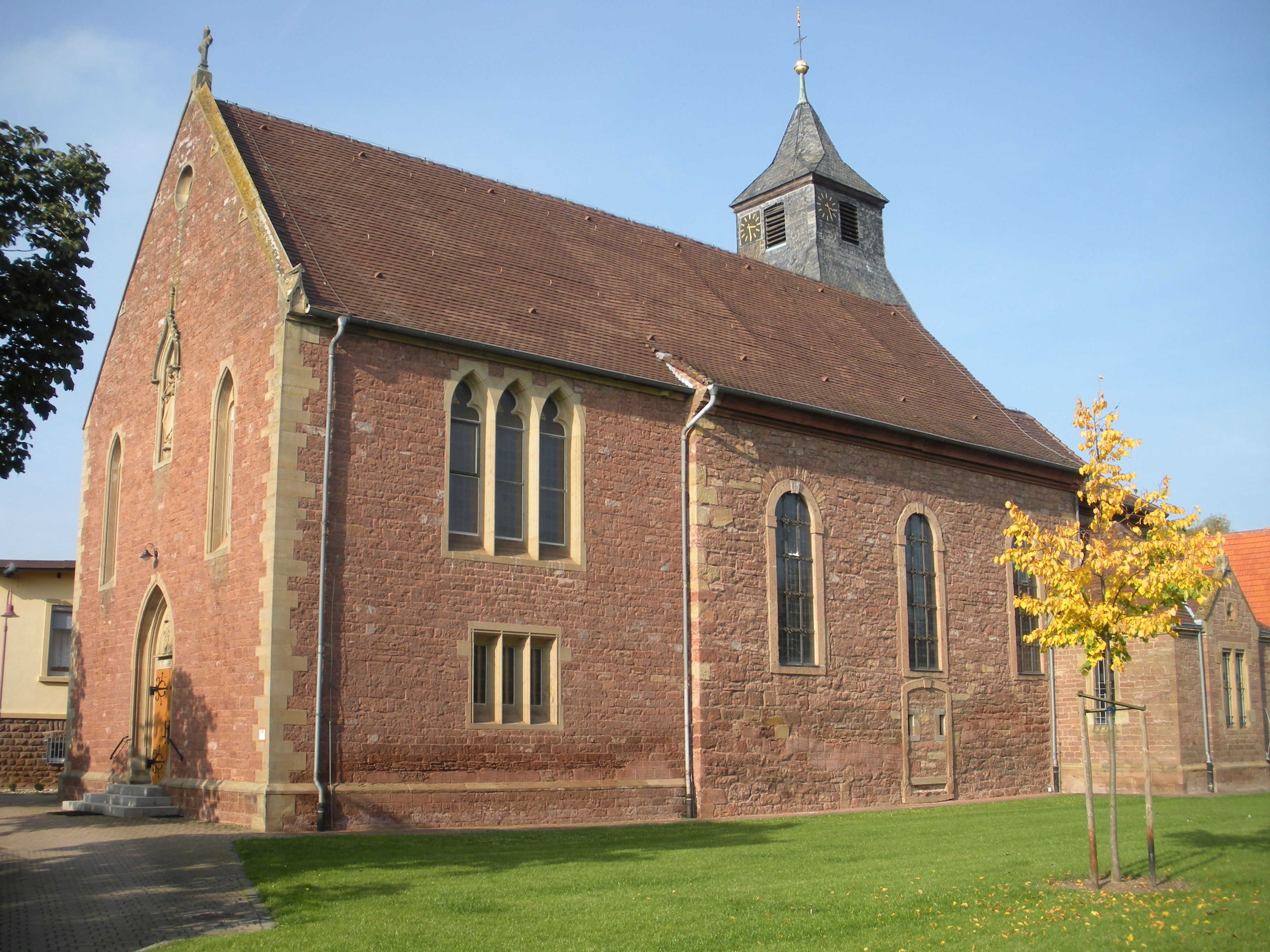
Kath. St. Lukas Neuenbürg

### Regelmäßige Veranstaltungen
- Kraichtaler Kirchenmusiktage jährlich im Frühjahr
- Museumsfest im Stadtteil Gochsheim
- Schlosskonzerte im Stadtteil Gochsheim
- Kunstausstellungen im Stadtteil Oberöwisheim
- Anti-Fruschd Open Air alle zwei Jahre in Oberacker
- Historischer Dorfmarkt Oberacker
- Rathaussturm, sowie im Stadtteil Unteröwisheim die „Uneroiser Prunksitzung“
- Altstadtfest in Gochsheim im Turnus von zwei Jahren.
- Weihnachtsmarkt im Graf Eberstein Schloss Gochsheim

## Wirtschaft und Infrastruktur
Die Stadtteile Kraichtals waren lange Zeit überwiegend von der Landwirtschaft geprägt. Heute werden die Felder nur noch von sehr wenigen Landwirten bewirtschaftet. Kraichtal ist Wohngemeinde für Pendler in die umliegenden Städte und Gemeinden (Bruchsal, Karlsruhe, Bretten, Oberderdingen und Östringen). Mittelständische Industriebetriebe in Kraichtal sind insbesondere in den Stadtteilen Münzesheim, Menzingen und Gochsheim.

### Verkehr

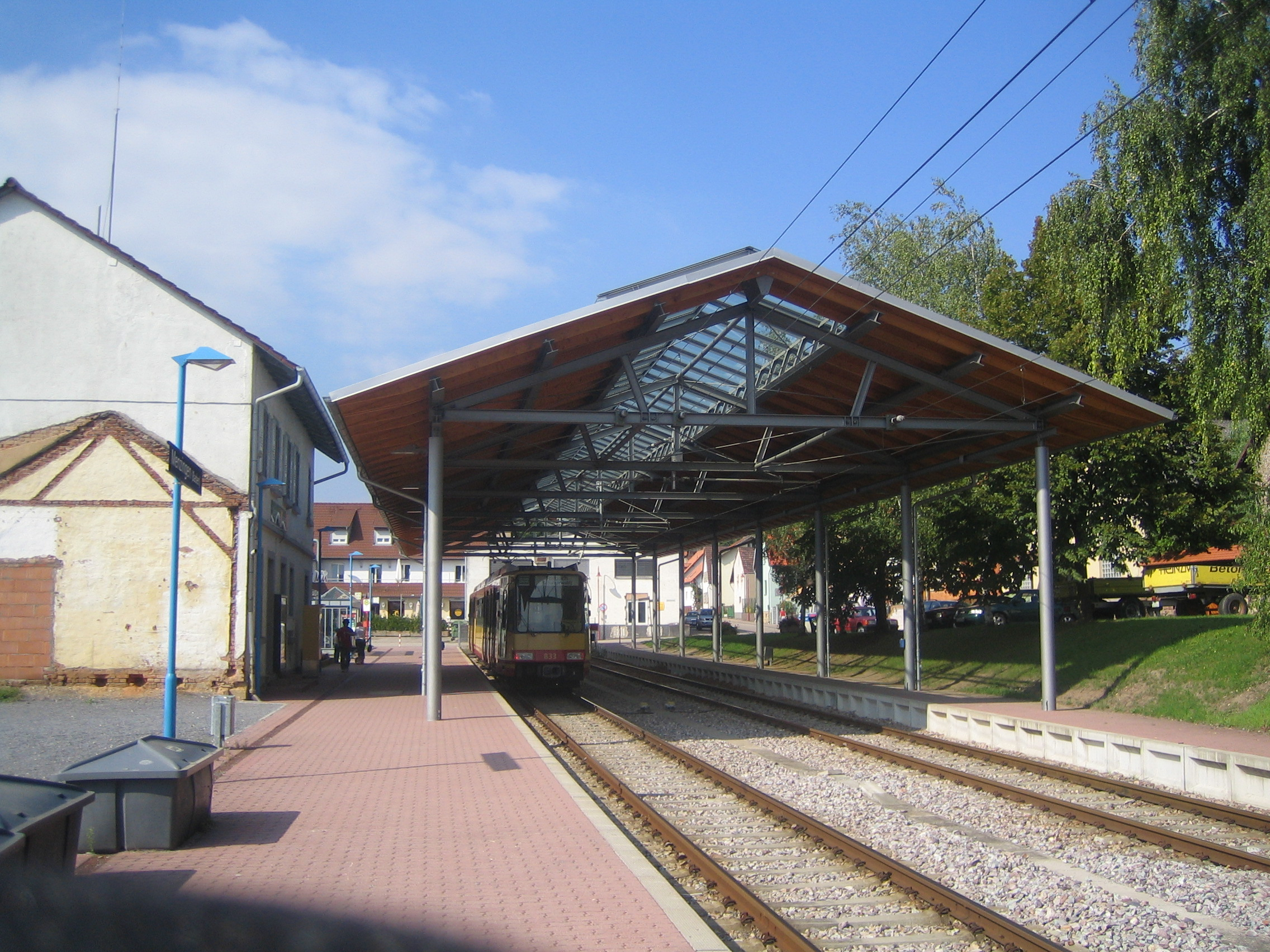
Bahnhof Menzingen

Durch die Stadt führen weder Autobahnen noch Bundesstraßen. Das Stadtgebiet wird daher nur durch Landesstraßen und Kreisstraßen erschlossen. Die nächsten Autobahnanschlüsse sind Bruchsal (ca. 17 km) auf die Bundesautobahn 5 (Karlsruhe–Frankfurt), Sinsheim bzw. Sinsheim-Steinsfurt (ca. 24 km) auf die A 6 (Mannheim–Heilbronn) und Pforzheim-Nord (ca. 30 km) auf die A 8 (Karlsruhe–Stuttgart).
Der Öffentliche Personennahverkehr (ÖPNV) wird vor allem durch die Kraichtalbahn (von Menzingen nach Bruchsal) bedient, auf der die S32 nach Karlsruhe verkehrt. Diese Linie erreicht in ca. 30–40 Minuten den Karlsruher Hauptbahnhof. Stationen im Stadtgebiet sind Menzingen, Bahnbrücken, Gochsheim, Münzesheim Ost, Münzesheim Bahnhof, Oberöwisheim, Unteröwisheim Bahnhof und Unteröwisheim Martin-Luther-Straße. In den Stadtteilen Landshausen, Neuenbürg und Oberacker gibt es Zubringer-Buslinien. Die Eisenbahn-Schnellfahrstrecke Mannheim–Stuttgart führt durch das Stadtgebiet.
Bahnlinie S32: Menzingen (Baden) – Bruchsal – Karlsruhe Hauptbahnhof
Bahnlinie FEX: Menzingen (Baden) – Bad Herrenalb
Buslinie 135: Oberöwisheim Bahnhof – Neuenbürg Raiffeisenbank
Buslinie 136: Münzesheim Bahnhof – Oberacker Rathaus
Buslinie 137: Bahnbrücken Bahnhof – Bahnbrücken Gochsheimer Straße
Buslinie 138: Menzingen Bahnhof – Landshausen Röhrbrunnen
Buslinie 139: Neuenbürg Raiffeisenbank – Landshausen Röhrbrunnen
Buslinie 143: Bahnbrücken Gochsheimer Straße – Oberderdingen Schulzentrum
Buslinie 149: Gochsheim Bahnhof – Oberderdingen Freibad
Buslinie 675: Landshausen Röhrbrunnen – Eppingen Bahnhof
Durch Kraichtal verläuft als Landes-Radfernweg der Badische Weinradweg. Er führt von Grenzach-Wyhlen am Hochrhein nach Laudenbach im Rhein-Neckar-Kreis, dabei werden sieben der neun badischen Weinanbaugebiete untereinander verbunden. Die Route verläuft dabei von Bruchsal nach Wiesloch, wobei er in großen Schleifen durch die Weinanbaugebiete führt, insbesondere von Bruchsal kommend nach Kraichtal, dort über Unteröwisheim, an Oberöwisheim vorbei und über Münzesheim nach Gochsheim, und weiter nach Flehingen und Oberderdingen. Nach einer Schleife über den Berg Horn führt der Weg über Kürnbach und Sulzfeld nach Zaisenhausen und erneut nach Kraichtal, über Bahnbrücken an Menzingen vorbei nach Landshausen, und weiter in die Östringer Ortsteile Tiefenbach und Odenheim.

### Bildung
In Münzesheim gibt es die Markgrafen - Gemeinschaftsschule. Sie umfasst eine Ganztagsgrundschule wie auch eine weiterführende Ganztagesschule mit der Möglichkeit des erwerbs eines Haupt- oder Realschulabschlusses. Seit dem Schuljahr 2022/2023 wurde der Schulstandort um eine Ganztagesgrundschule erweitert. Unteröwisheim ist mit der Mönchswaldschule, einem Sonderpädagogisches Bildungs und Beratungszentrum Lernen (SBBZ), sowie der Eisenhut-Grundschule, Schulstandort zweier Schulen. Weitere Grundschulen gibt es in Gochsheim (Graf-Eberstein-Schule), Menzingen (Schule am Wasserschloss) und Oberöwisheim (Burggarten-Schule). Letztere ist seit dem Schuljahr 2023/2024 Außenstelle der Eisenhutschule Unteröwisheim.

### Feuerwehr

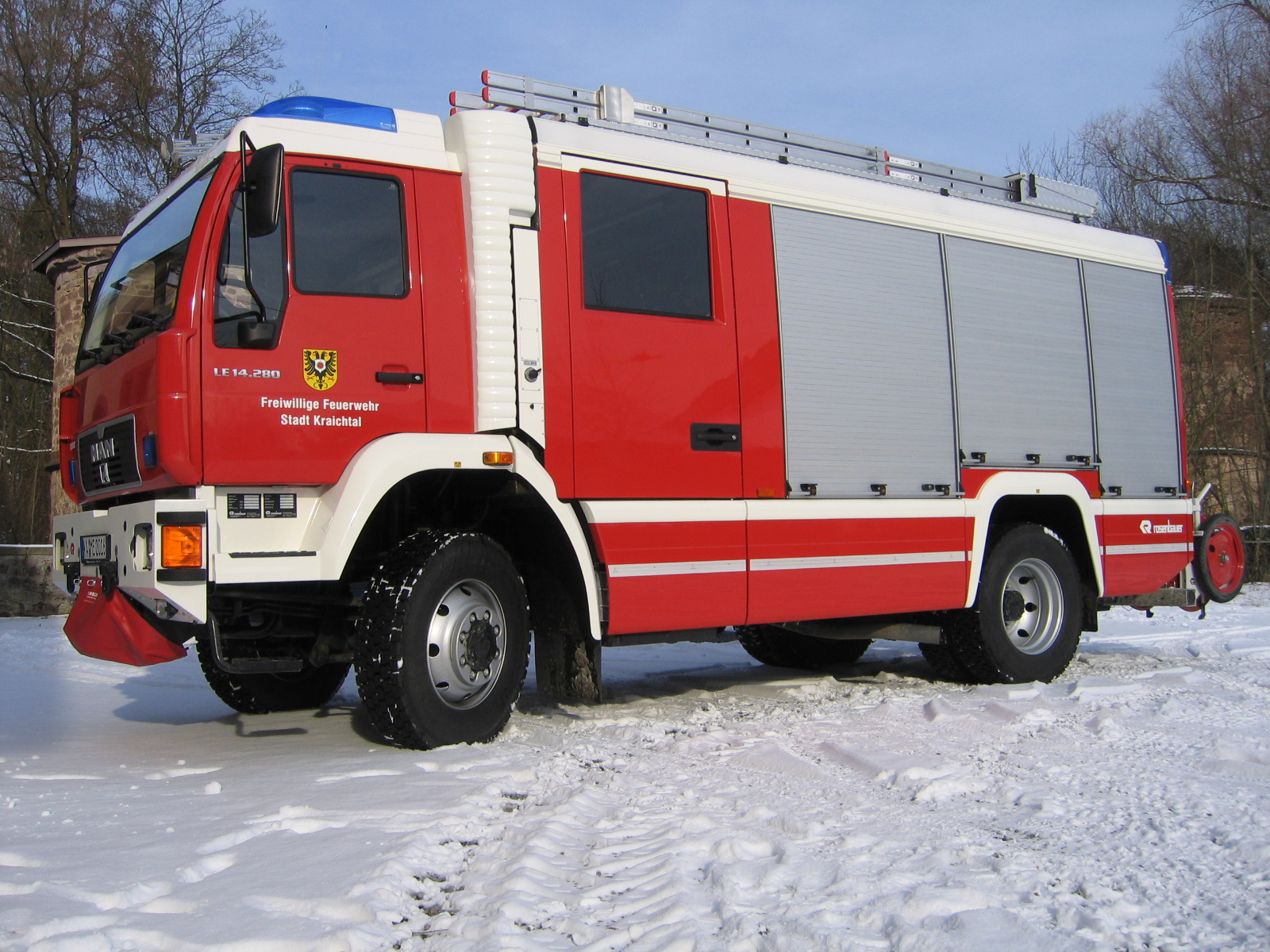
HLF20/16 der Abteilung Menzingen

Die Freiwillige Feuerwehr Stadt Kraichtal ist eine öffentlich-rechtliche Feuerwehr, die für den abwehrenden Brandschutz und die allgemeine Hilfe sorgt. In ihr sind die Abteilungen der neun Stadtteile zusammengefasst. Die Feuerwehr ist integriert in den Kreisfeuerwehrverband Landkreis Karlsruhe, ein Zusammenschluss aller Werk-, Betriebs- und Freiwilliger Feuerwehren im Landkreis.
Einen besonderen Schwerpunkt bildet die Abteilung Menzingen. Zusammen mit Fachpersonal der Abteilung Münzesheim ist die Abteilung Bestandteil im Gefahrgutzug Karlsruhe Land-Nord. Aus diesem Grund sind, neben der Ausstattung auf dem in Menzingen stationierten Hilfeleistungslöschgruppenfahrzeug HLF 20/16, Chemikalienschutzanzüge (CSA), Messgeräte und umfangreiches Nachschlagewerk (Hommel), speziell für den Gefahrguteinsatz untergebracht.
Die neun Stadtteilwehren sind entsprechend der Ausrückebereiche in Zug West (Feuerwehren Unteröwisheim, Oberöwisheim und Neuenbürg), Mitte (Feuerwehren Münzesheim, Gochsheim und Oberacker) und Ost (Feuerwehren Menzingen, Bahnbrücken und Landshausen) aufgeteilt.
Im Alarmcode Rettungssatz sind die Abteilungen Menzingen und Unteröwisheim zusammengefasst und kommen bei Verkehrsunfällen und Einsätzen technischer Hilfeleistung im gesamten Stadtgebiet zum Einsatz.
Im Ausrückebereich von Zug Mitte sind unter anderem Industriebetriebe angesiedelt. Mit der umfangreichen Ausstattung und Vorhaltung von Sonderlöschmitteln (Pulver, CO2 und Schaum) auf diversen Anhängern ist hier der Schwerpunkt Brandbekämpfung fokussiert.
Im Herbst 2009 konnte nach über zehnjähriger Planungsphase ein neues Feuerwehrhaus mit Vereinsheim im Stadtteil Münzesheim übergeben werden. Das funktionelle Gebäude beherbergt die Fahrzeuge der Gesamtwehr (Einsatzleitwagen, Mehrzweckfahrzeug, Gerätewagen-Transport) und die Fahrzeuge und Anhänger der Abteilung Münzesheim.
Der Gerätewagen-Transport (GW-T) wird untertags von der Tagesalarmgruppe besetzt. Die Tagesalarmgruppe setzt sich aus städtischen Mitarbeitern aus dem Bereich der Stadtwerke/Verwaltung zusammen. Bei nicht zeitkritischen Einsätzen wie beispielsweise dem Beseitigen einer Ölspur entlastet diese Gruppe die ehrenamtlichen Feuerwehrkräfte. Die bis dato einmalige Einrichtung im Landkreis Karlsruhe führte zu interessierten Anfragen aus anderen Gemeinden.

## Persönlichkeiten

### Ehrenbürger
Am 26. August 1978 wurde die bereits 1971 von der damaligen Stadt Gochsheim verliehene Ehrenbürgerwürde an den Heimat- und Familienforscher Rudolf Herzer (* 8. Januar 1905 in Gochsheim; † 12. Juni 1990 in Freiburg) auf die Stadt Kraichtal übertragen. Herzer war damit der erste Ehrenbürger Kraichtals. Anlässlich seines 100. Geburtstages und 15. Todestages wurde im Dezember 2005 der Platz vor den beiden Museen im Stadtteil Gochsheim nach Rudolf Herzer benannt. Herzer war seit 1983 auch Träger des Bundesverdienstkreuzes und der städtischen Verdienstmedaille. Er gab unter anderem 1968 das Ortssippenbuch Gochsheim heraus und war auch Mitverfasser des Ortssippenbuchs Oberacker.

### Söhne und Töchter der Stadt
- Johannes VIII. Entenfuß († 1525), Zisterziensermönch und von 1512 bis 1518 Abt des Klosters Maulbronn. Er ließ dort u. a. das Winterrefektorium, die heute so genannte Abt-Entenfuß-Halle und die berühmte Brunnenkapelle errichten. Im 18. Jahrhundert und in der Zeit der Romantik wurde dem Abt eine Verbindung mit Johann Georg Faust zugeschrieben. Joseph Victor von Scheffel hat ihn in seinem Studentenlied, der Maulbronner Fuge (Im Winterrefektorium) verewigt.[16]
- Nathan Chyträus (1543–1598), geboren in Menzingen, Theologe, Poet und Philologe
- Rupertus Meldenius (1582–1651), geboren in Oberacker, eigentlich Peter Meiderlin, lutherischer Theologe
- Michael Herr (1591–1661), geboren in Menzingen, Maler und Kupferstecher
- Friedrich Konrad Hiller (1651–1726), geboren in Unteröwisheim, Dichter, der unter anderem das bekannte Kirchenlied „Ich lobe dich von ganzer Seelen“ dichtete.
- Sigmund Jacob Haeckher (1726–1772), geboren in Münzesheim, Architekt
- Johann Christoph Ludwig Mieg (1731–1807), geboren in Unteröwisheim, Generalsuperintendent und Prälat von Maulbronn
- Ludwig Benjamin Martin Schmid (1737–1793), geboren in Unteröwisheim, evangelischer Geistlicher
- Alois Dessauer (1763–1850), geboren in Gochsheim, Bankier
- Karl Benjamin Friedrich Scholl (1792–1867) war von 1835 bis 1861 Direktor der Staatlichen Amortisationskasse in Karlsruhe und Gründer verschiedener sozialer und karitativer Organisationen. Seit 1833 war er Ehrenbürger der Stadt Karlsruhe.
- Karl von Waechter-Spittler (1798–1874), geboren in Gochsheim, Jurist, Beamter und Politiker
- Lippmann Hirsch Loewenstein (1809–1848), geboren in Menzingen, Orientalist
- Albert Helbing (1837–1914), geboren in Oberacker, evangelischer Theologe sowie Prälat (1900 bis 1903) und Präsident des Oberkirchenrats (1904 bis 1914) der Evangelischen Landeskirche in Baden.
- Friedrich von Mentzingen (1858–1922), geboren in Menzingen, Botschafter
- Johann Wild (1858–1903), geboren in Oberacker, badischer Oberamtmann
- Bernhard Böhle (1866–1939), geboren in Unteröwisheim, Politiker (SPD)
- Karl Wagner (1877–1951), geboren in Gochsheim, Landschaftsmaler
- Gustaf Deuchler (1883–1955), geboren in Unteröwisheim, Erziehungswissenschaftler
- Karl Julius Lohnert (1885–1944), geboren in Unteröwisheim, Astronom und Psychologe
- Arthur Hagmeier (1886–1957), geboren in Oberacker, Meeresbiologe
- Ferdinand Bernauer (1892–1945), geboren in Menzingen, Mineraloge, Geologe und Entwickler großflächiger Polarisationsfilter aus Herapathit
- Friedrich August Henglein (1893–1968), geboren in Menzingen, Chemiker
- Hermine König (1893–1942), geboren in Unteröwisheim, Zeugin Jehovas, NS-Opfer
- Ludwig Schüttler (1905–1992), Ehrenmitglied des Deutschen Weinbauverbandes, ein eifriger Organisator und Förderer des nordbadischen Weinanbaus, Mitbegründer des Badischen und Deutschen Weinbauverbandes.
- Karl Dummler (1921–2010), geboren in Gochsheim, Direktor des Oberkirchenrats
- Friedrich Macher (* 1922), geboren in Münzesheim, Gewerkschaftsfunktionär und Politiker (SED), Minister für Arbeit und Berufsausbildung der DDR
- Gustav Gamer (1934–2024), geboren in Menzingen, Archäologe
- Gunter Schweikhart (1939–1997), geboren in Gochsheim, Kunsthistoriker, Hochschullehrer
- Traugott Glöckler (* 1944), geboren in Gochsheim, Kugelstoßer, Olympiateilnehmer
- Heinz Fenrich (* 1945), geboren in Unteröwisheim, Politiker (CDU), 1998–2013 Oberbürgermeister von Karlsruhe